# Inga Ørner
Inga Ørner (även stavat Örner, Orner och Oerner), född 1876 i Kristiania, död i april 1963 i Coronado, Kalifornien, var en norsk-amerikansk operasångerska (koloratursopran), verksam vid Metropolitan Opera House i New York.

## Biografi
Ørners far var god vän till kompositören Edvard Grieg och som åttaåring fick hon undervisning av Grieg i dennes egna sånger. Som elvaåring dansade hon balett i Faust på Christiania Theater och stiftade där bekantskap med stjärnor som Laura Gundersen. Sångstudier följde i Kristiania hos Wilhelm Kloed, och sedan modern avlidit och fadern gift om sig, emigrerade Ørner ensam till New York när hon var fjorton år gammal. Hon sökte och fick kostnadsfri musikundervisning och gav flera konserter.
Hon studerade vid Metropolitans Operas elevskola, vilken då leddes av Heinrich Conried, och var där klasskamrat till David Björling. I maj 1906 medverkade hon på en av skolans konserter och framförde då ett program med svenska sånger. Därefter reste hon till Paris och studerade hos Jean de Reszke för att sedan avsluta studierna hos Cesare Rossi i Milano. 1908 debuterade hon som Gilda i Rigoletto i Pietrasanta och fick där spela samma roll tjugoåtta gånger. Hon hade flera engagemang vid olika italienska operor och spelade bland annat titelrollen i Lucia di Lammermoor, Violetta i La traviata och Marguerita i Faust. 1911 anställdes hon vid Metropolitan i New York, men redan samma år värvades hon för en sommar till Covent Garden i London, där hon spelade mot bland andra Nellie Melba. Under tiden vid Metropolitan sjöng hon för många av New Yorks kvinnliga celebriteter, däribland Grace Vanderbilt och Gertrude Vanderbilt Whitney. På scen sjöng hon med både Alma Gluck och Enrico Caruso.
Efter tre år vid Metropolitan inledde hon en fem år lång period som konsertsångerska och turnerade runtom i USA, Hawaii, Nya Zeeland, Australien och Europa. Under första världskriget gav hon välgörenhetskonserter; till exempel insamlade hon och Nellie Melba under ett uppträdande på RMS Niagara mellan Nya Zeeland och Australien 3500 dollar till förmån för Australiensiska Röda Korset och efter återkomsten till USA 1917 insamlade hon pengar till faderlösa barn i Frankrike. I New York öppnade hon en musikstudio på Park Avenue Hotel. På 1920-talet turnerade hon i USA, British Columbia och längs Stillahavskusten innan hon 1926 bosatte sig i Coronado, Kalifornien. I maj 1930 gjorde hon ett återbesök i Oslo i samband med en längre semesterresa i Europa, och fick audiens hos Håkon VII och drottning Maud, som hon vid tidigare tillfällen sjungit för. På genomresa i Stockholm erbjöds hon att uppträda på Kungliga slottet, men avböjde.
Under vinterkriget insamlade hon pengar och förnödenheter för Finlands sak och skickade hjälppaket till Norge efter tyska invasionen. Den 23 april 1963 påträffades hon i bostaden i Coronado efter att avlidit av naturliga orsaker.
1913, 1914 och 1917 gjorde Ørner grammofoninspelningar för Columbia och Victor med norska och svenska sånger. Ackompanjemang till flera av upptagningarna var King's Orchestra, dirigerad av Rosario Bourdon. Hennes röst beskrevs som klar och jämn, och uppnådde tre och en halv oktav. Vissa samtida kritiker lär röstmässigt jämfört henne med Jenny Lind. Brorsonen Jan Ørner var adjutant hos kronprinsen, blivande Harald V av Norge.